# 1939 في فنلندا

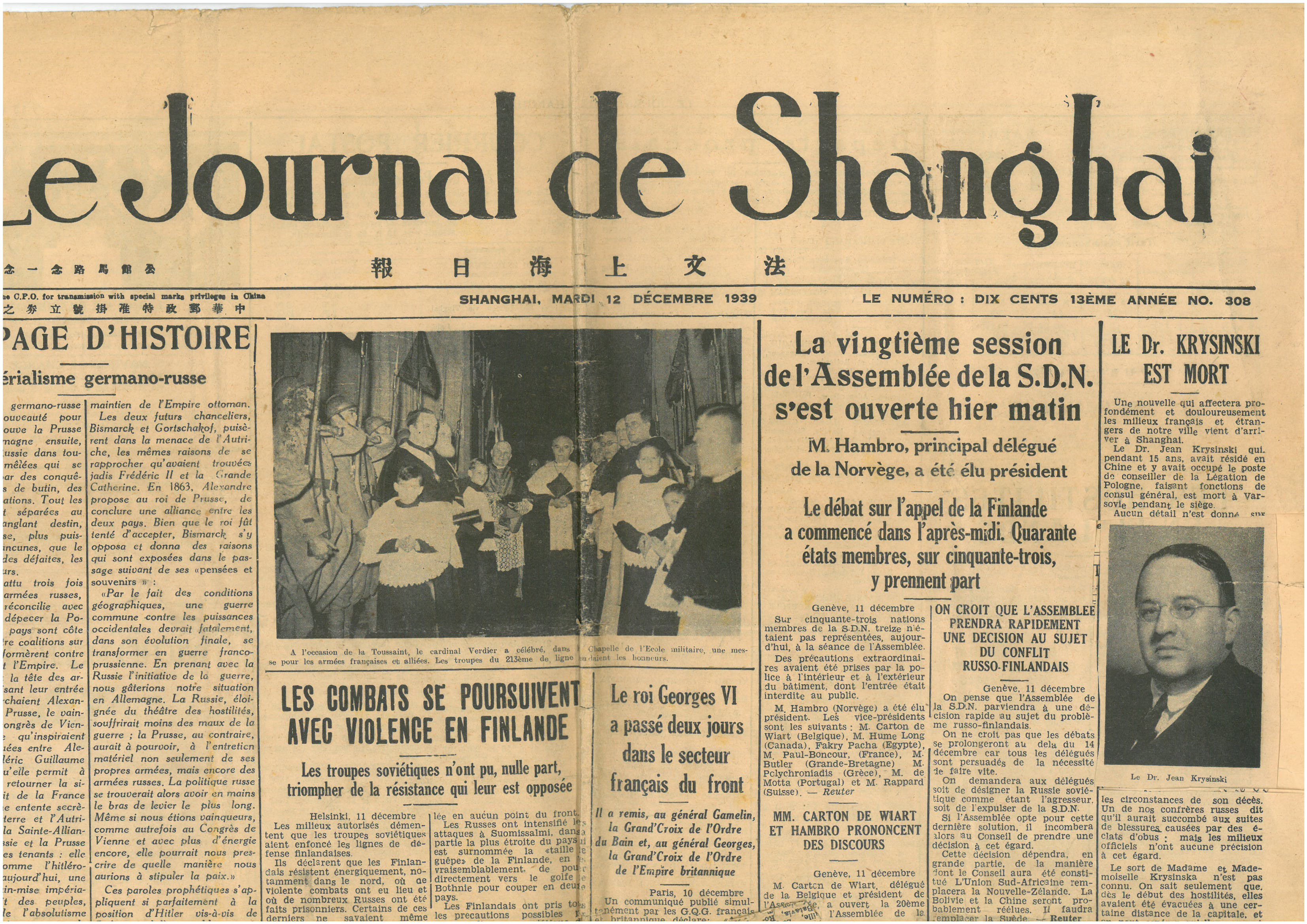
تعين المناصب

فيما يلي قوائم الأحداث التي وقعت خلال عام 1939 في فنلندا.

## سياسة

### تعيين في المنصب
- 1 ديسمبر – ريستو روتي رئيس وزراء فنلندا.

### انتهاء فترة المنصب
- 1 ديسمبر – أورهو ككونن وزير الداخلية [الإنجليزية]‏.

## مواليد

### فبراير
- 2 فبراير – سيركا توركا كاتبة فنلندية.

### نوفمبر
- 8 نوفمبر – ليلى كينونن مغنية فنلندية.

### يناير
- 15 يناير – كولرفو مانر (مواليد 1880) سياسي فنلندي.

### فبراير
- 23 فبراير – نيكولاي كنيبوفيتش (مواليد 1862)

### ديسمبر
- 1 ديسمبر – يورما غالن كاليلا (مواليد 1898) رسام فنلندي.